# Hugo Freund & Co
Hugo Freund & Co – firma jubilerska założona w 1908 roku w Pradze, której założycielem firmy był Hugo Freund.

## Historia marki
Hugo Freund & Co miało oddziały w Wiedniu, Pforzheim, Antwerpii i Szwajcarii, które utrzymywały stały kontakt z centralą w Pradze i dbały nie tylko o zakupy, ale także o eksport i informowały centralne biuro o ważnych wydarzeniach zagranicznych i sytuacji na rynku. 
Kiedy nadszedł czas, kiedy import towarów zagranicznych był utrudniony, a gdy trzeba było oderwać się od zagranicznych dostawców i ich zagranicznych fabryk, pan Freund postanowił zaoszczędzić wysokie opłaty celne i walutowe.
Pod koniec II wojny światowej wszystkie prywatne przedsiębiorstwa zostały znacjonalizowane, a wśród nich był „Hugo Freund & Co”.

## Galerie
| - Chasomner (1908-1933) - Hugo Freund & Spol. - Recepcja - Biuro - Magazyn - Poczekalnia |